# Katja Marcher
Katja Lausen-Marcher (født 7. oktober 1992) er en dansk håndboldspiller (højre fløj). Hun har tidligere spillet for Viborg HK, Slagelse FH og HC Odense. Hun har også tidligere spillet på det danske U-landshold.
Hun er kæreste med GOG's Mark Strandgaard.